# Кенилуэрт Роуд
«Кенилуэрт Роуд» (англ. Kenilworth Road) — английский спортивный стадион в городе Лутон, графство Бедфордшир, Восточная Англия. Домашний стадион футбольного клуба «Лутон Таун» с 1905 года, когда клуб по финансовым причинам был вынужден переехать с «Данстейбл Роуд». Также стадион принимает матчи молодёжных и женских команд и различные местные соревнования. 
«Кенилуэрт Роуд» вмещает более 10 тысяч зрителей и расположен в районе «Бери Парк» в примерно одной миле к западу от центра города. Стадион назван в честь улицы, которая проходит параллельно одной из его трибун.

## История
Стадион был открыт в 1905 году в качестве новой арены для «Лутон Таун» взамен «Данстбейбл Роуд», с которого клуб вынужден был уйти из-за финансовых трудностей. Первым матчем на новом стадионе стала встреча «шляпников» 4 сентября с «Плимут Аргайл», закончившаяся нулевой ничьей.
С 1953 года на стадионе появились прожектора, а в 1986 «Кенни» получил кресла на все трибуны. Сейчас стадион имеет поле с натуральным покрытием, но в сезонах с 1985 по 1991, был покрыт достаточно редко встречающимся в Англии искусственным газоном крайне низкого, по мнению игравших на нём команд, качества, который футболисты окрестили «пластиковым полем». Рекорд посещаемости был установлен в 1959 году в матче против «Блэкпула» — 30 069 зрителей. В 1991 году была построена трибуна имени Дэвида Приса, известная своим нестандартным расположением и конструкцией. Последние изменения на стадионе произошли в 2005 году, когда вместимость стадиона была расширена до нынешних 10226 зрителей.

### Чемпионат Европы среди женщин 1984 года
Стадион принял один матч первого женского Чемпионата Европы по футболу.
| Англия                                                                      | 1:0            | Швеция                                                                       |
| --------------------------------------------------------------------------- | -------------- | ---------------------------------------------------------------------------- |
| Линда Кёрл 31′                                                              | (отчёт) (нем.) |                                                                              |
| Пенальти                                                                    |                |                                                                              |
| Линда Керл · Анджела Гэллимор · Дебби Бэмптон · Лоррен Хансон · Керри Дэвис | 3:4            | Анетт Бёрьессон · Ева Андерссон · Хелен Юханссон · Анн Янссон · Пиа Сундхаге |

Швеция выиграла со счётом 4:3 по пенальти (дополнительного времени не было)

## Конструкция
Стадион имеет пять трибун: напротив «фанатской» трибуны Kenilworth Stand (3229 зрителей) расположена гостевая Oak Road End (1800 зрителей), примечательная своим необычным расположением: вход на неё осуществляется не через главный проход, а прямо с улицы. Центральной, и, по совместительству, наиболее вместительной трибуной является Main Stand (4277 зрителей), в которой расположена вся инфраструктура и две ложи, названные в честь Эрика Морекамба и Ника Оуэна. Напротив Main Stand расположены 25 лож, вмещающие 209 человек. В углу поля находится трибуна имени Дэвида Приса (Preece Stand), названная в честь бывшего игрока «Лутона» Дэвида Приса, трагически погибшего в 2007 году. Она вмещает 711 зрителя и предназначена для семей с детьми.

## Будущее
Клуб неоднократно заявлял о желании построить и переехать на новый двадцатитысячный стадион неподалёку от города, однако, после вылета команды в Лигу Два, а затем и в Конференцию, планы были сильно урезаны из-за недостатка средств. На данный момент клуб все ещё занят планированием и маловероятно, что строительство начнется раньше, чем «Лутон» вернётся в Футбольную Лигу.
В 2018-м году клуб начал проектные изыскания по поводу строительства нового стадиона. В 2019-м году СМИ заявляли о том, что проект уже готов и ведутся поиск инвестора. Из за COVID-19 все работы пришлось остановить. Проектные изыскания продолжили. В итоге в 2022-м году проект согласовали.  Вместимость стадиона будет будет равна 19,5  тысячи зрителей, с возможность быстрой развёртки ещё 4 тысяч мест. Стадион будет называться Power Court . Проектом стадиона занимается фирма «2020 Developments». Вместе с постройкой стадиона уже начали закладку района на 1200 ломов. Об этом сообщили и власти города и пресс служба города. Стадион планируют построить за 24-36 месяцев и закончить к 2026-у гожу, независимо от результатов выступлений клуба.